# دهليز الفم

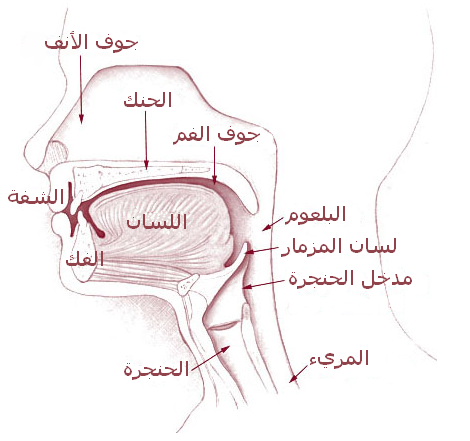
أجواف الفم والأنف والبلعوم

دهليز الفم (بالإنجليزية: oral vestibule) هو القسم الخارجي الأمامي من جوف الفم والواقع بين الأسنان واللثة في الداخل والشفتين والخدين في الخارج. تتشكل أرضية وسقف الدهليز من انعطاف مخاطية الشفة والخدين نحو اللثتين.
يتلقى دهليز الفم فتحات الغدد الشفوية، وتنفتح على الدهليز قناة الغدة النكفية مقابل الضرس الثاني العلوي قرب سقف الدهليز.